# Mosselhoek
Mosselhoek is een buurtschap op het eiland Tholen in de provincie Zeeland, gemeente Tholen.
- De buurtschap Mosselhoek valt, ook voor de postadressen, onder Tholen-stad, en heeft geen eigen plaatsnaambord.

## Naam
Oudere vermeldingen
1469 Mosselhouck, 1636 Mosselhoeck, 1733 en 1753 e.v. Mosselhoek.
Naamsverklaring
Betekent hoek 'scherpe of uitspringende bocht' waar veel mosselen voorkomen. De Tegenwoordige Staat van Zeeland vermeldt anno 1753 dat veel inwoners van Tholen "geneeren zig by Zomertyd met den Mosselvangst brengende dan hunne Mosselen en Krabben of zelfs ter markt, of verkoopen die ten meesten dele aan anderen, die dezelven in de voornaamste Steden van de Nederlanden te koop brengen".

## Ligging
De buurtschap Mosselhoek ligt ten zuiden van Het Oudeland, in de uiterste zuidoosthoek van het eiland Tholen, aan de rand van de Schakerloopolder, rond de driesprong Boomdijk / Hooiweg / Ceresweg.

## Statistische gegevens
De buurtschap Mosselhoek omvat slechts een handvol boerderijen.

## Geschiedenis
Deze plaatsnaam komt veelvuldig voor in het Trouwboek van Tholen 1627-1645. Er was rond 1627/1628, en wellicht later ook nog, namelijk een garnizoen met soldaten in Mosselhoek gelegerd. Sommigen trouwden in de Nederlandse Hervormde kerk van Tholen, en komen daarom in het vermelde Trouwboek voor. Ook in o.a. 1655 komt de plaatsnaam in het Trouwboek voor.
Steden: Sint-Maartensdijk · Tholen

Dorpen: Anna Jacobapolder · Oud-Vossemeer · Poortvliet · Scherpenisse · Sint-Annaland · Sint Philipsland · Stavenisse

Buurtschappen: Botshoofd · De Sluis · Gorishoek · Malland · Molenvliet · Molenwerf · Mosselhoek · Onder de Molen · Oud Kerkhof · Oudeland · De Rand · Rijkebuurt · Schoondorp · Steenenkruis · Strijenham · Westkerke

Zeeland: Steden en dorpen in Zeeland      Nederland: Provincies · Gemeenten